# フランシスクス・シルヴィウス

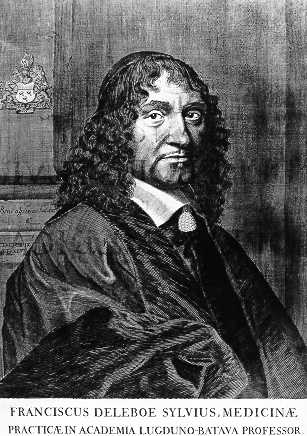
フランシスクス・シルヴィウス

フランシスクス・シルヴィウス（Franciscus Sylvius, 1614年3月15日 - 1672年11月15日）は、ドイツ・ハーナウ生まれでオランダで活躍した医師、解剖学者。フランシスクス・シルヴィウスはラテン語名で、本名はフランツ・デ・レ・ボーエ (Franz de le Boë) である。
フランス・カンブレー出自の裕福な家に生まれた。スダンのプロテスタント系のアカデミーで学んだ後、ライデン大学でアドルフ・フォルスティウス (Adolph Vorstius)、オットー・ヘールニウス (Otto Heurnius) のもとで医学を学んだ。イェーナ大学やヴィッテンベルク大学で修行を積んだ後、1637年、バーゼル大学で医学の博士号を得た。ハーナウで医者をした後、1639年にライデンに戻り、教師となった。1641年からアムステルダムで医療を始め、その間、薬剤師、化学者のヨハン・ルドルフ・グラウバーに会い化学の知識を得た。1658年にライデン大学の医学教授となり、1669年からは副学長を務めた。彼の教えを受けた学生にはヤン・スワンメルダム、 ライネル・デ・グラーフ、ニールス・ステンセンなどがいる。
実証的な医学のパイオニアでウイリアム・ハーベーの血液循環説の支持者であり、ライデン大学に化学実験室を設けた。脳の解剖学研究を行い、脳の外側溝（シルヴィウス溝）や中脳水道（シルビウス孔）に名前がつけられている。また解熱・利尿用薬用酒として、ジンの起源であるイェネーバ (Jenever) を発明した。1671年に主著 Praxeos medicae idea novaを発表した。